# Олів'є Брузе
Олів'є Брузе (фр. Olivier Brouzet; 22 листопада 1972, Безьє) — французький регбіст, зазвичай грає на позиції замок.

## Спортивна кар'єра
У 1990 році Олів'є почав грати за команду Гренобль. Разом з командою Брузе виграв чемпіонат Франції сезону 1992—1993. Гренобль переміг Кастр з рахунком 14:11.
6 вересня 1994 він зіграв свою першу гру проти Барбаріанс Франсе (Barbarians français) на стадіоні Шарлеті в Парижі (35:18).
У 1996 році він перенісся до Бордо-Бегль Жиронда, де він залишався протягом чотирьох сезонів. Потім він провів два сезони в англійському клубі Нортгемптон Сейнтс перед поверненням до Франції.
У листопаді 2004 року він був обраний другий і останній раз Французькими Варварами (Барбаріанс Франсе), щоб виступити проти збірної Австралії на стадіоні Жан-Буен. Варвари програли 15:45.
Олів'є Брузе є сином Іва Брузе, французького легкоатлета. Він одружився з Валері Брузе — колишньою гандболісткою, яка виступала в Д1.
Тепер він працює в Бордо-Бегль директором з розвитку.

## Досягнення
Топ 14
- Фіналіст: 1993

Кубок Хайнекен
- Фіналіст: 2005

Великий шолом
- Переможець: 1998, 2002